# Ravensberger Spinnerei

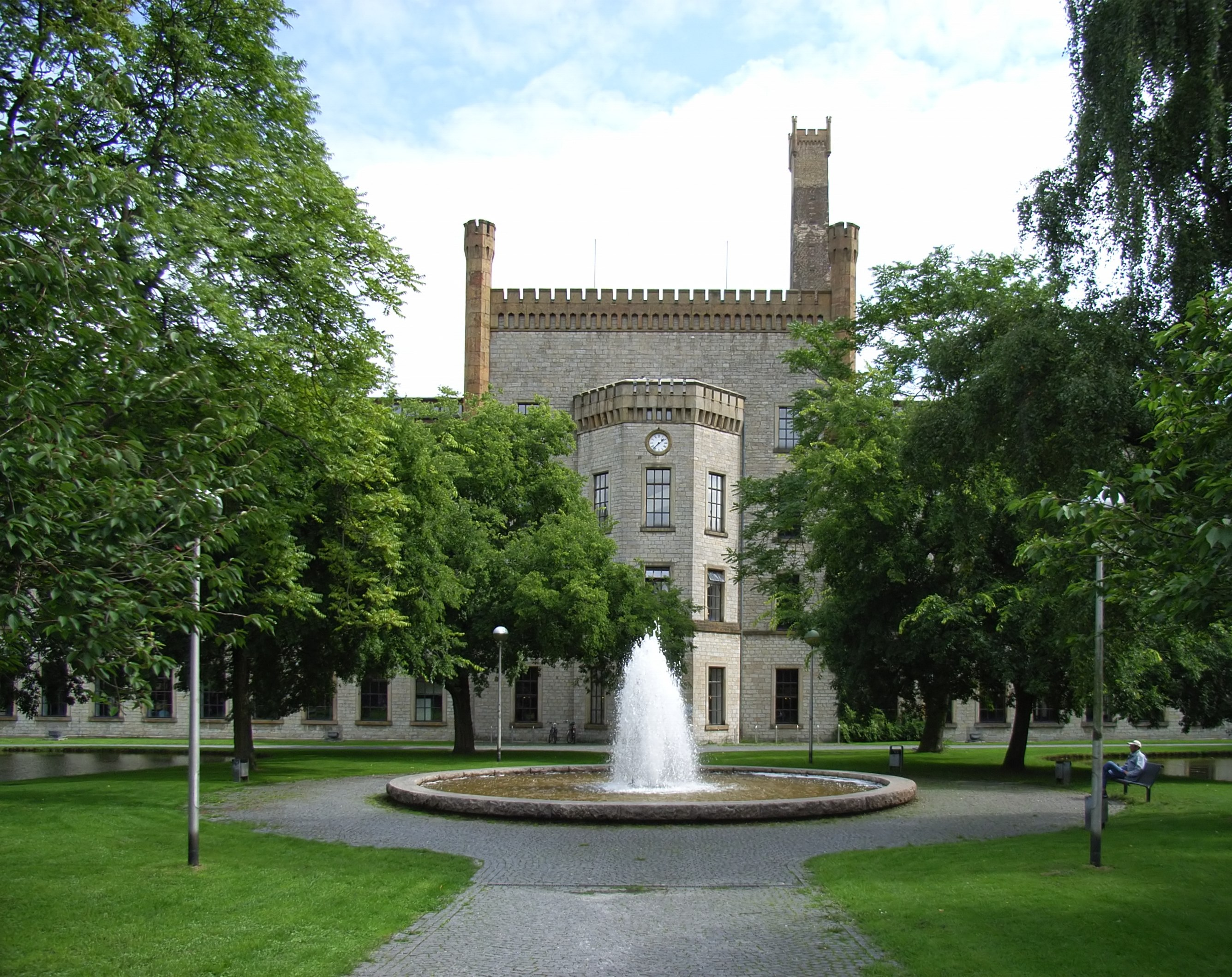
Ravensberger Spinnerei

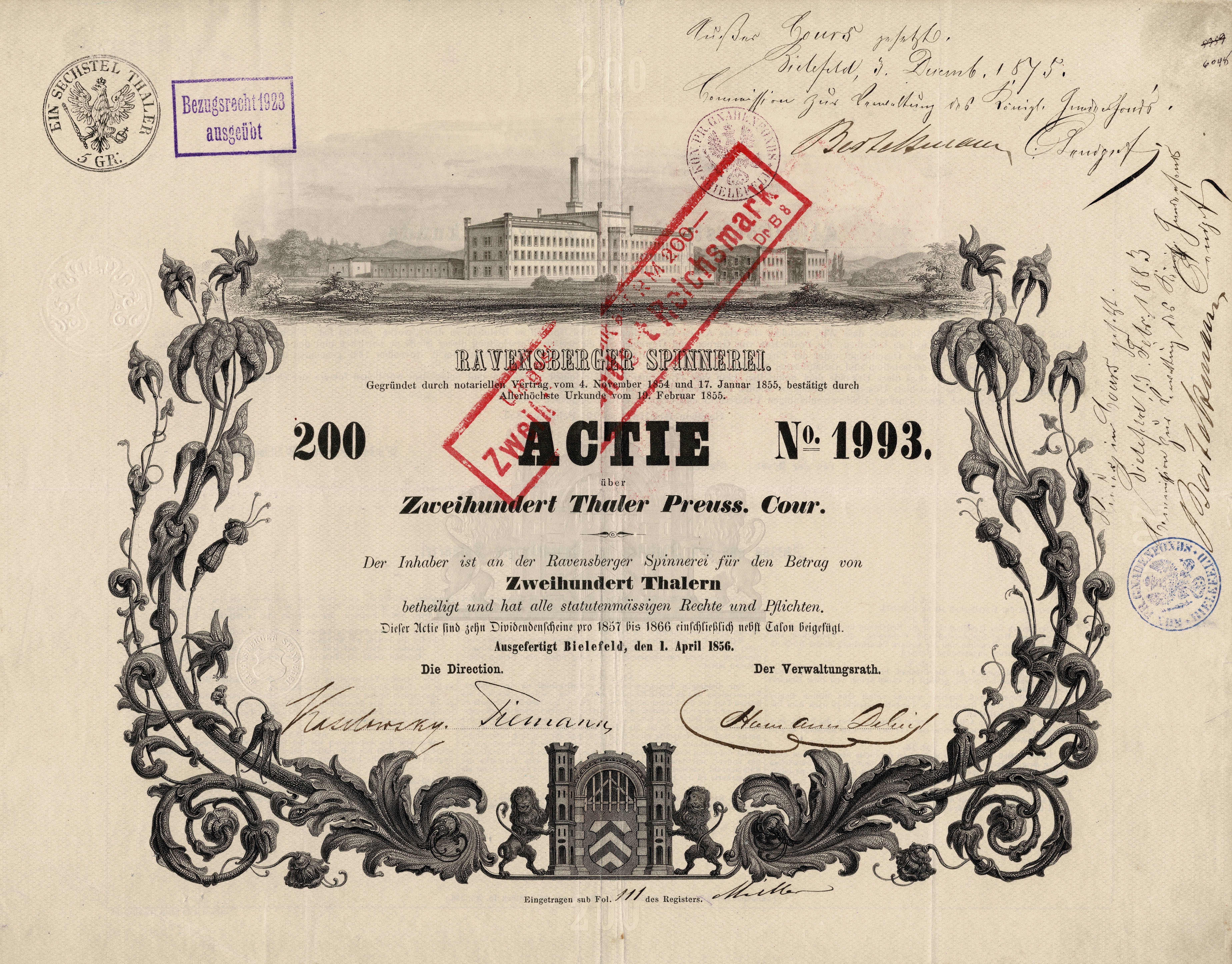
Aktie der Ravensberger Spinnerei vom 1. April 1856

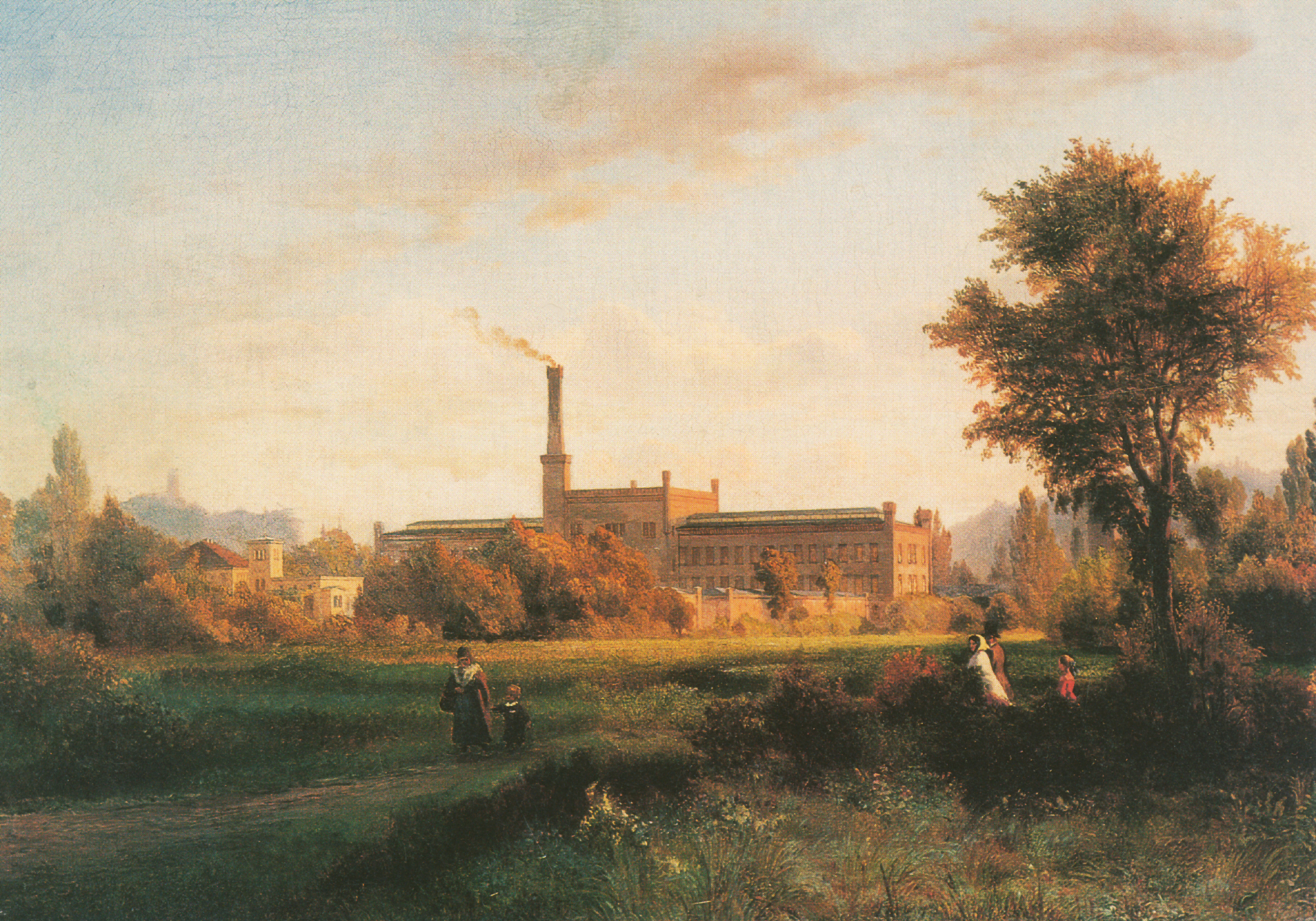
Ravensberger Spinnerei um 1860 in einem Gemälde von Wilhelm Riefstahl (1827–1888)

Die Ravensberger Spinnerei ist eine ehemalige Flachsspinnerei in Bielefeld im Stadtbezirk Mitte. Heute befinden sich in den umgebauten Fabrikgebäuden die Volkshochschule Bielefeld, das Historische Museum Bielefeld, eine Diskothek, das städtische Ordnungsamt, ein Programmkino und ein Kunstgewerbemuseum. Die Gebäude sind in den Ravensberger Park eingebettet.

## Geschichte

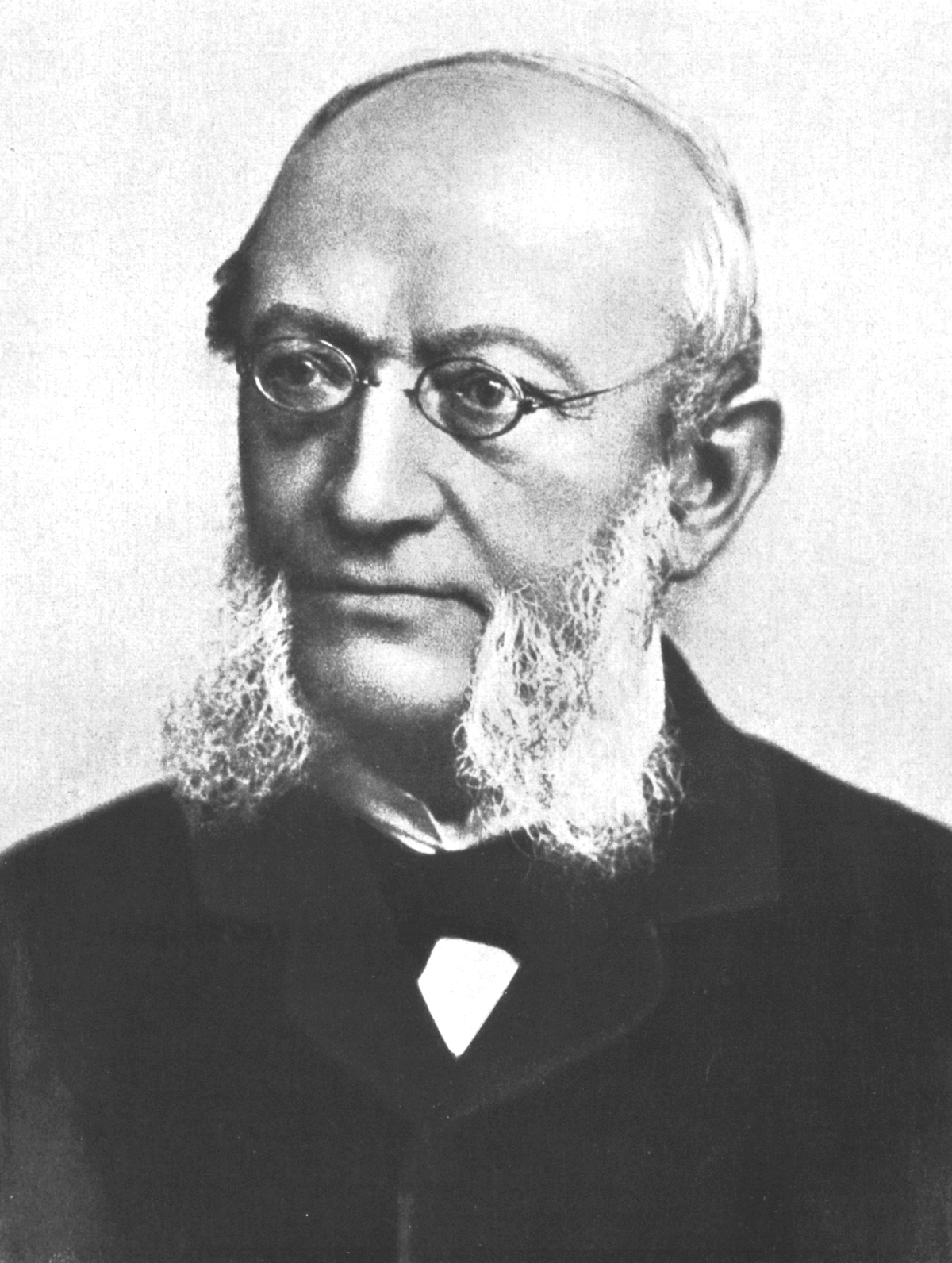
Hermann Delius

Von verschiedenen jüngeren Unternehmern um Hermann Delius und August Wilhelm Kisker wurde 1854 eine Aktiengesellschaft gegründet, an der mehrere Bielefelder Leinenhändler beteiligt waren. Die Ravensberger Spinnerei wurde 1855–1857 erbaut. Eingerichtet, geplant und in den ersten Jahrzehnten geleitet wurde das Unternehmen von Ferdinand Kaselowsky. Im späten 19. und frühen 20. Jahrhundert war sie eine der größten Flachsspinnereien Europas. Durch den Strukturwandel in den 1960er Jahren musste die Spinnerei ihren Betrieb stark einschränken, 1974 schließlich komplett aufgeben.

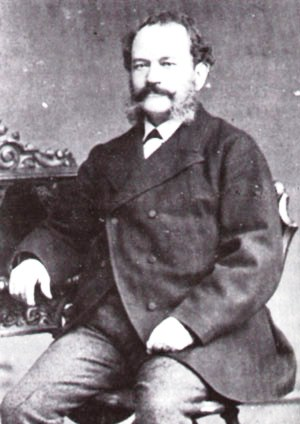
Ferdinand Kaselowsky, Unternehmer 1816–1877

Die Stadt Bielefeld hatte das Gelände bereits 1968 erworben und plante dort eine großzügige Straßenkreuzung als Teil eines „autogerechten“ Verkehrskonzepts. Diesem Vorhaben wäre unter anderem das schlossähnliche Hauptgebäude zum Opfer gefallen. Eine Bürgerinitiative konnte dies nach jahrelangen Protesten verhindern; der Komplex blieb als Industriedenkmal erhalten. Die aufwendige Sanierung des Hauptgebäudes, in das 1986 die Volkshochschule einzog, wurde mit dem europäischen Denkmalspflegepreis ausgezeichnet. Mit den hinzugekommenen Einrichtungen hat sich das Gelände zu einem kulturellen Schwerpunkt der Stadt entwickelt.
Die Gebäude der ehemaligen Spinnerei sind in den um 1900 angelegten Ravensberger Park eingebettet, dessen östlicher Teil auch für Veranstaltungen genutzt wird. 1978 wurde der westliche Teil des Parks anlässlich des 25-jährigen Bestehens der Partnerschaft zwischen Bielefeld und Rochdale in Rochdale-Park umbenannt. In dem Park, der im Ganzen ein Industriedenkmal ist, befindet sich auch das Historische Museum mit dem Schwerpunkt zur Geschichte Bielefelds und der Region Ostwestfalen. Der Direktorengarten mit Teich und Springbrunnen im Stil eines englischen Landschaftsgartens konnte weitgehend originalgetreu wiederhergerichtet werden.

## Historisches Museum
Das Historische Museum Bielefeld wurde 1994 in einer ehemaligen Produktionshalle der Spinnerei eröffnet. Die Dauerausstellung zeigt die historische Entwicklung der Stadt Bielefeld. Hinzu kommen alltägliche Gegenstände aus dem Leben der Arbeiter und der Stadt in vergangenen Zeiten.

## Lichtwerk
Bielefelds jüngstes Programmkino befindet sich in dem denkmalgeschützten Gebäude der „alten Tischlerei“ im Ravensberger Park. Das Kino nahm am 19. Januar 2006 in dem komplett sanierten Gebäude mit drei Kinosälen und insgesamt 276 Plätzen den Spielbetrieb auf. Das Lichtwerk wird u. a. von dem gemeinnützigen Verein Filmhaus Bielefeld betrieben, der schon das „alte Lichtwerk“ in der August-Bebel-Straße beherbergte und sich als erste Anlaufstelle für Film- und Videointeressierte und Medienschaffende in der Region versteht.

## Museum Huelsmann
In der ehemaligen Direktorenvilla, 1865 erbaut, befindet sich die prominente Privatsammlung des Kunsthändlerehepaares Friedrich Karl August Hülsmann (1904 – 1979) und Gertrud Agathe Elisabeth Hülsmann, geb. Schlüter (1894 – 1983). Diese Sammlung europäischen Kunsthandwerks ging 1984 als Stiftung in den Besitz der Stadt Bielefeld über. Eröffnet wurde das Museum Huelsmann in der renovierten Direktorenvilla am 10. Juni 1995. Hier werden Ausstellungsstücke aus Renaissance, Barock und Klassizismus bis zum Beginn des 19. Jahrhunderts gezeigt. Die Schwerpunkte der 953 Objekte umfassenden Sammlung Huelsmann liegen in den Bereichen Silber- und Goldschmiedekunst, Fayence und Porzellan, Gemälde und Möbel sowie wissenschaftliche Instrumente.
Ebenfalls enthalten in der Dauerausstellung sind Kunstgewerbeschätze der Dichterin und Schriftstellerin Hertha Koenig (1884 – 1976) sowie (im Dachgeschoss) eine Dauerleihgabe des Ehepaares Jochen und Sigrid Homann, die neben einigen Flaschen und Gläsern mit Email- und Transparentmalereien rund 130 Porzellantassen aus dem Klassizismus und Biedermeier enthält.
Die Museumsverwaltung sowie die Bibliothek sind in der benachbarten Remise untergebracht. Seit 2005 wurden auch regelmäßig Sonderausstellungen in der Weißen Villa präsentiert. Ab 2014 wurde zudem im Untergeschoss der Weißen Villa der Sammlungsbestand vom Anfang des 19. Jahrhunderts bis in die Gegenwart in einer Dauerausstellung gezeigt. Seit 2021 können die Weiße Villa und das darin befindliche Schaudepot aus Gründen des Brandschutzes und wegen struktureller Bedenken nur noch von kleinen, vorangemeldeten Besuchergruppen besichtigt werden. Für 2025 ist eine Nutzung der Villa als Bürofläche für Museumsmitarbeiter geplant.